# GE Dash 8
Dash 8（ダッシュ 8）は、GEトランスポーテーション・システムが製造した電気式ディーゼル機関車のシリーズである。形式の末尾に8を付番する。

## 解説
Dash 7シリーズの後継にあたる。最大の変更点は、ディーゼル機関車としては初めて制御装置にマイクロプロセッサーを使用したことと、車体の製造にモジュラー方式を採用したことである。試作機の完成が1983年、改良機の量産開始は1987年である。
車体は、複数の形態の構体を用意しておき、車体の長短などにあわせてその組み合わせで作り上げていく。Dash 8に特徴的な外観としては、運転室の丸い屋根、その直後にある運転室よりも背の高い機器室部分（ここにはダイナミックブレーキ用のブロアなどがある）、テーパー付きの低く短いロー・フードなどがある。
最初期に製造されたDash 8はDash 7の生産ラインで製造されており、一般的なDash 8シリーズとは異なる外観をしている。これを、GEの内部用語で「クラシック」と呼ぶ。
1987年以降の新形式（C40-8以降）は信頼性の向上が図られた。併せて呼称が変更され、Dash 8-40B、Dash 8-40Cのようにシリーズ名 - 出力（馬力；千と百の位の数字）＋1台車あたりの車軸配置とされた。従来の呼称に従ってB40-8、C40-8とも呼ばれる。駆動用モーター（主電動機）は直流である。

## 4動軸
特記以外の諸元は下記のとおり。
- 車軸配置：B-B
- 機関：GE 7FDL-16型 V型16気筒ディーゼルエンジン

### B36-8
B36-8（Dash 8-36B）は、1983年に1両製造されたDash 8の試作機である。のちにB39-8Eに改造された。
- 出力：3600馬力

### B32-8
B32-8（Dash 8-32B）は、1984年から1989年までの間、49両が製造された。3両がバーリントン・ノーザン鉄道（BN）に、1両がGEのデモ車に、45両がノーフォーク・サザン鉄道（NS）で使用された。
- 出力：3150馬力
- 機関：GE 7FDL-12型 V型12気筒ディーゼルエンジン

### B32-8BWH
B32-8BWH（Dash 8-32BWH）は、B32-8の旅客列車牽引用のバリエーションである。アムトラック用に20両が製造され、1991年から使用された。ロードナンバーは#500-#519。赤、白、青の帯を巻いた車体塗色から「ペプシ缶」(Pepsi Can)と愛称された。のちにアムトラックのフェーズ4(Phase IV)という塗色スキームに変更され、現在はさらにフェーズ5(Phase V)という塗色に変更されている。
現在では、同じGEのジェネシスに置き換えられ、B32-8BWHは主に入換作業で使用されている。時折、ジェネシスの代走で営業列車に使用されることがある。
#501、#502の2両はカリフォルニア交通局(California Department of Transportation)に買い取られて#2051、#2052とされ、アムトラック・カリフォルニア塗色となり、キャピトル・コリドー、サン・ホアキンの各線で使用されている。
- 出力：3200馬力
- 機関：GE 7FDL-12型 V型12気筒ディーゼルエンジン

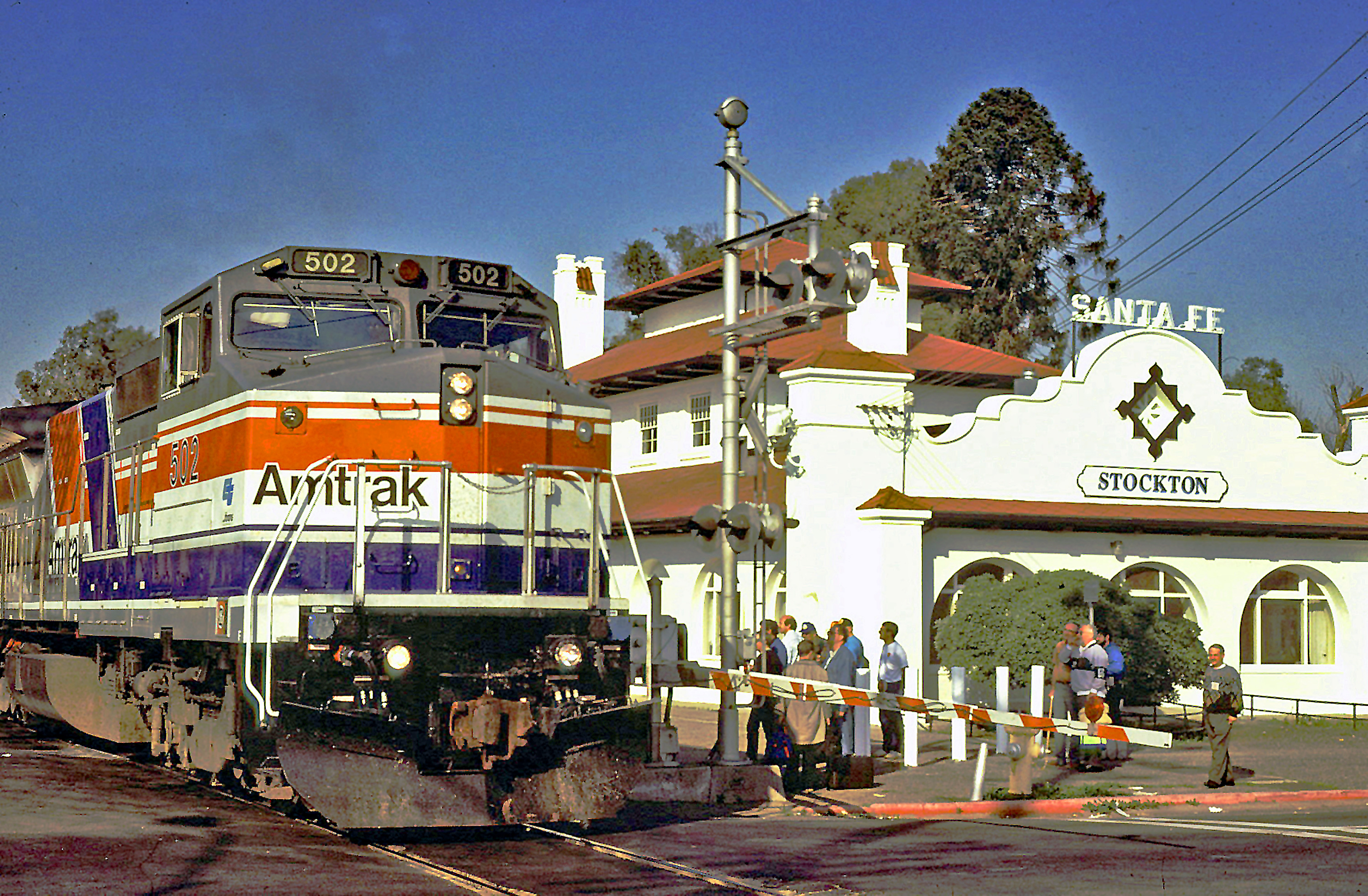
「ペプシ缶」の通称で知られるフェーズ3塗装機
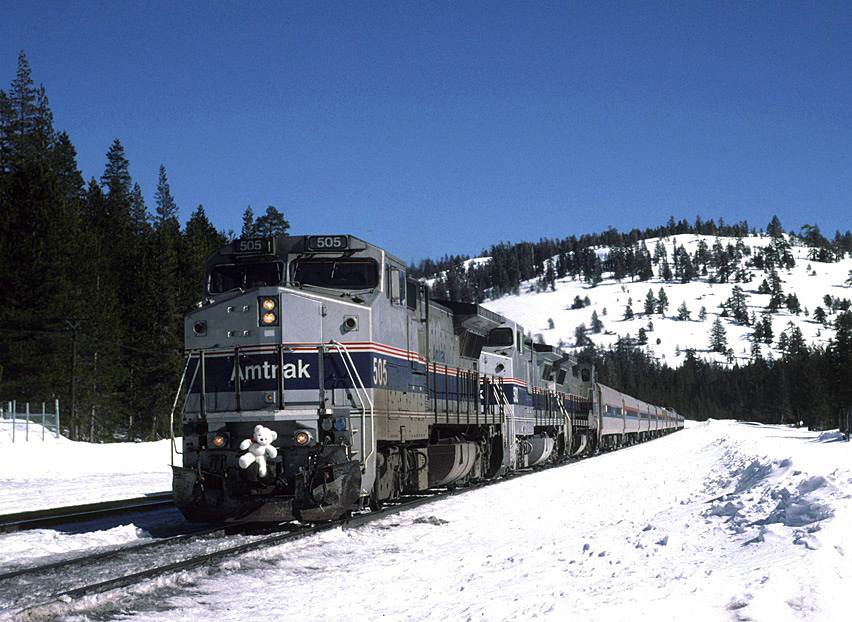
フェーズ4塗装機による3重連
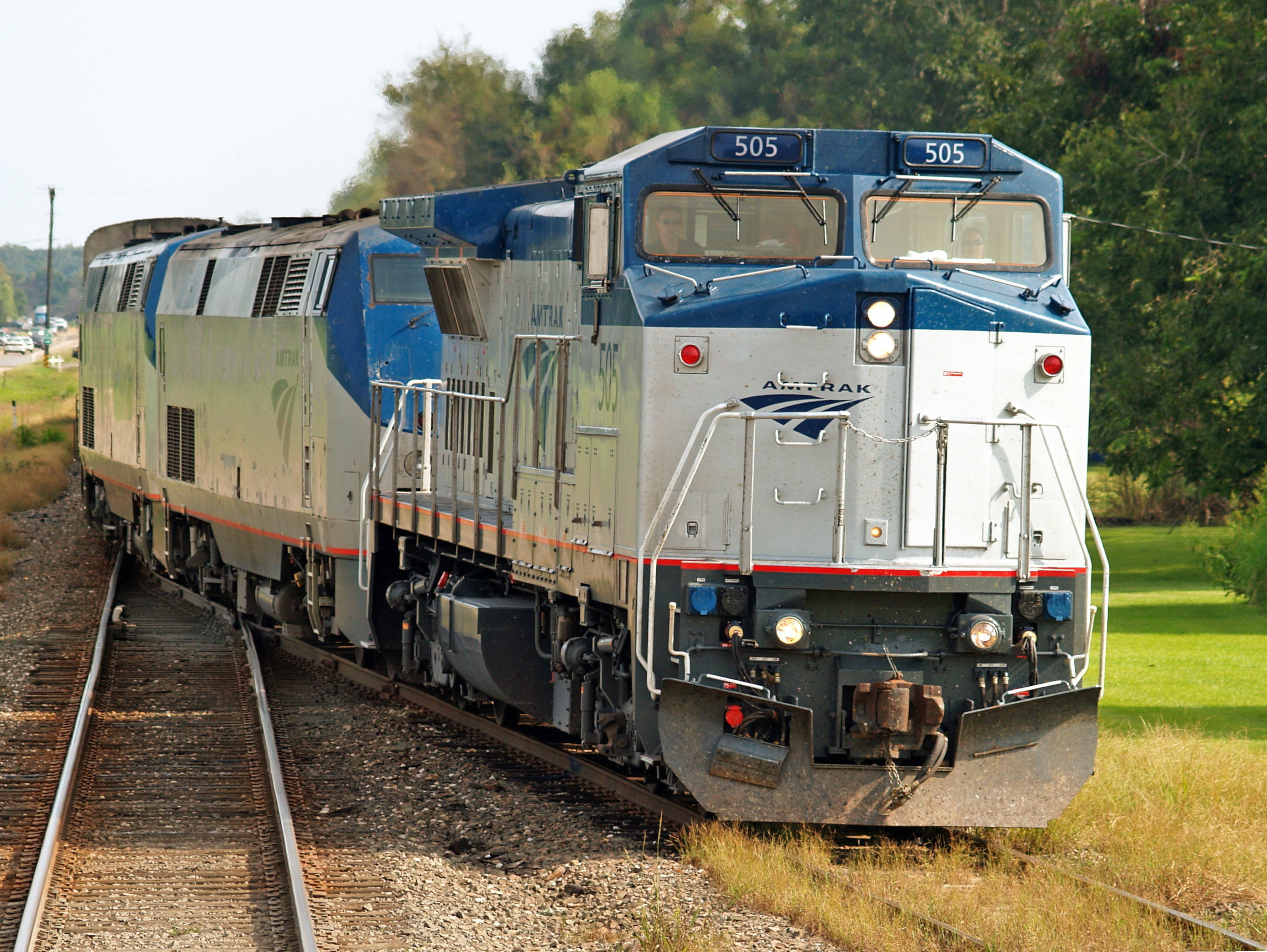
アムトラックの主力機「GE ジェネシス」（2・3両目）と3重連を組む現行のフェーズ5塗装機（先頭）
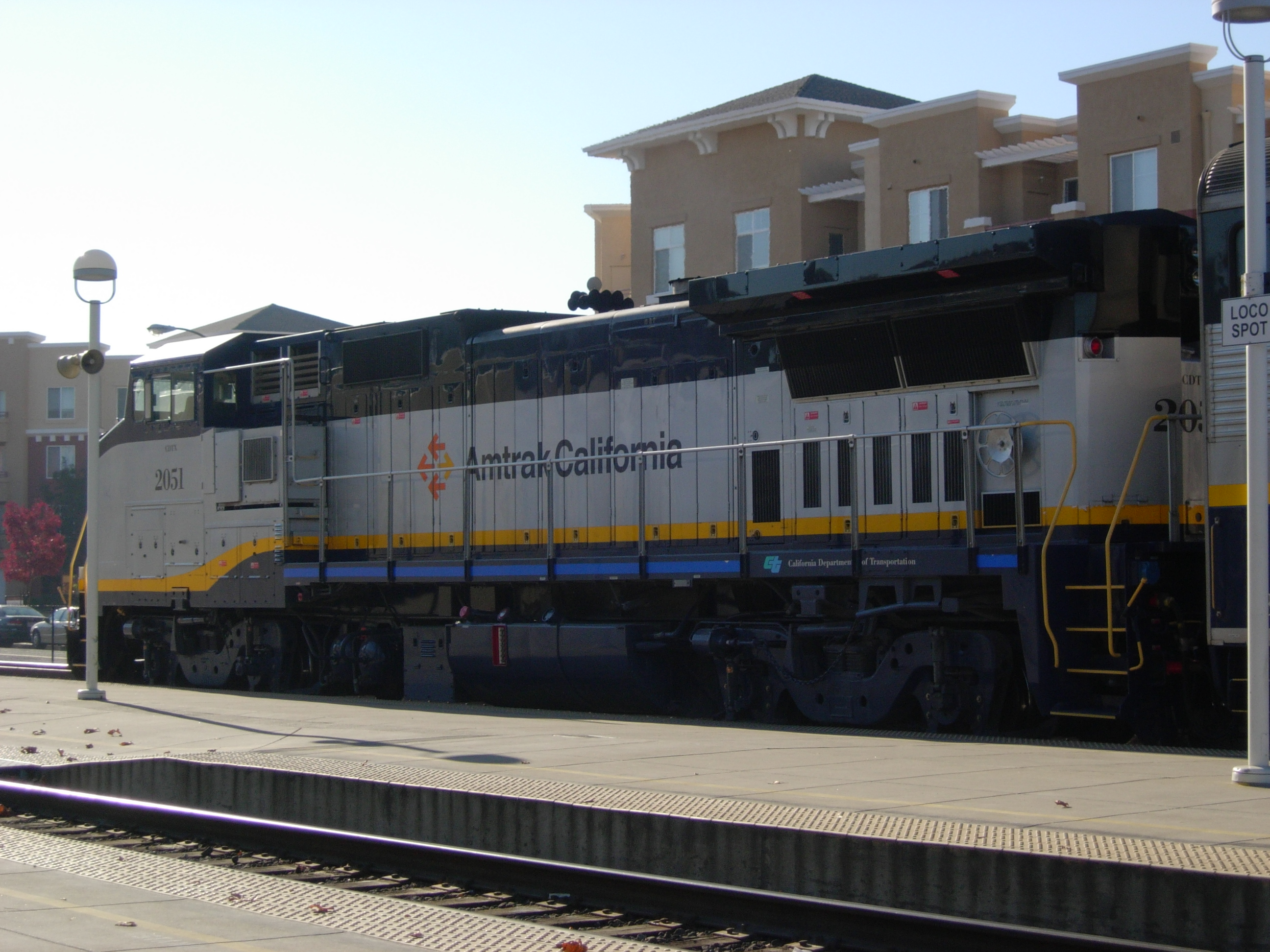
アムトラック・カリフォルニア塗装の2051号機

### B39-8

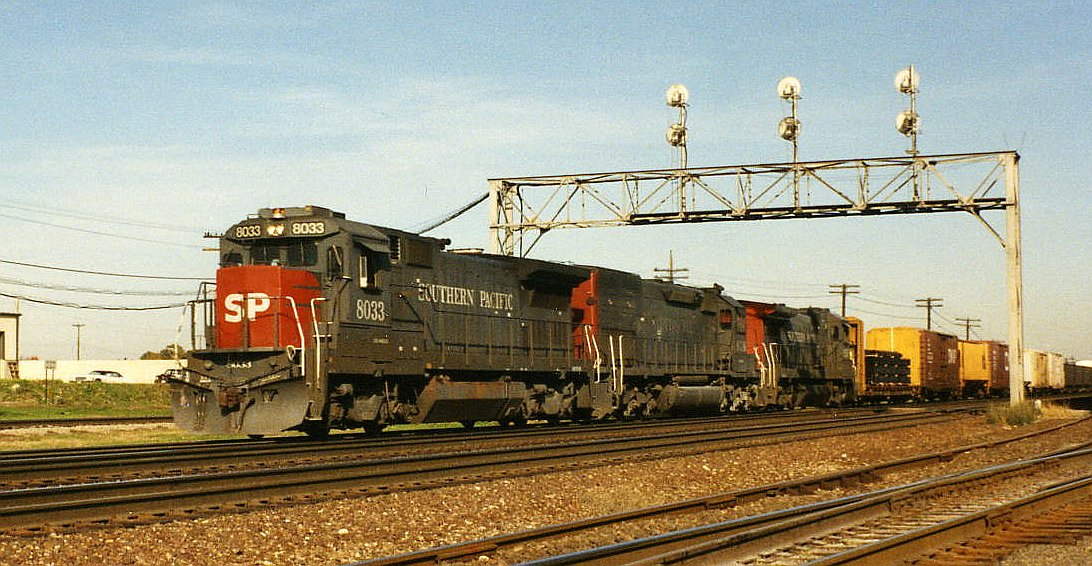
最前部がサザン・パシフィック鉄道のB39-8。その後ろは EMD SD40T-2である。

B39-8（Dash 8-39B）は1984年に3両がアッチソン・トピカ・アンド・サンタフェ鉄道（ATSF）用に試作された。のちに外観をDash 8-40Bとほぼ同様とした車両が145両が製造された。ロコモティブ・マネジメント・サービス（LMX。BNにリース）が102両、SPが40両導入したほか、試作車であるB36-8から改造されたものもある。
- 出力：3900馬力

### Dash 8-40B

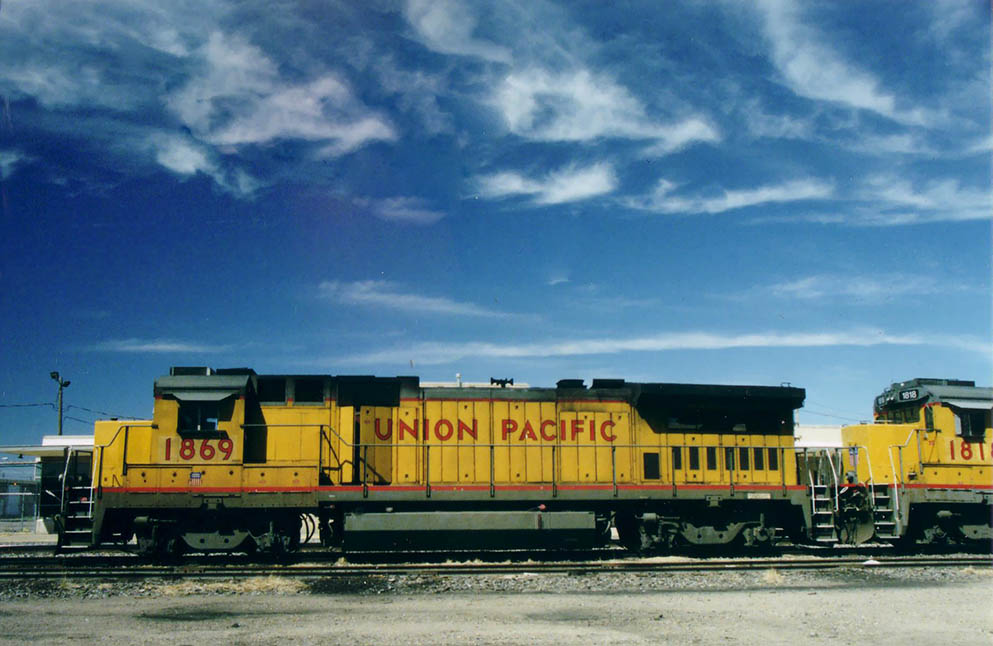
B40-8B。

Dash 8-40B（B40-8）は、1988年から翌年にかけて150両が製造された。ATSFに40両、コンレールに30両、ニューヨーク・サスケハナ・アンド・ウェスタン鉄道に24両、セントルイス・サウスウェスタン鉄道に54両、アメリカ合衆国エネルギー省に1両が納入された。ほか、GEのデモ車が1両ある。
- 出力：4000馬力

### Dash 8-40BW

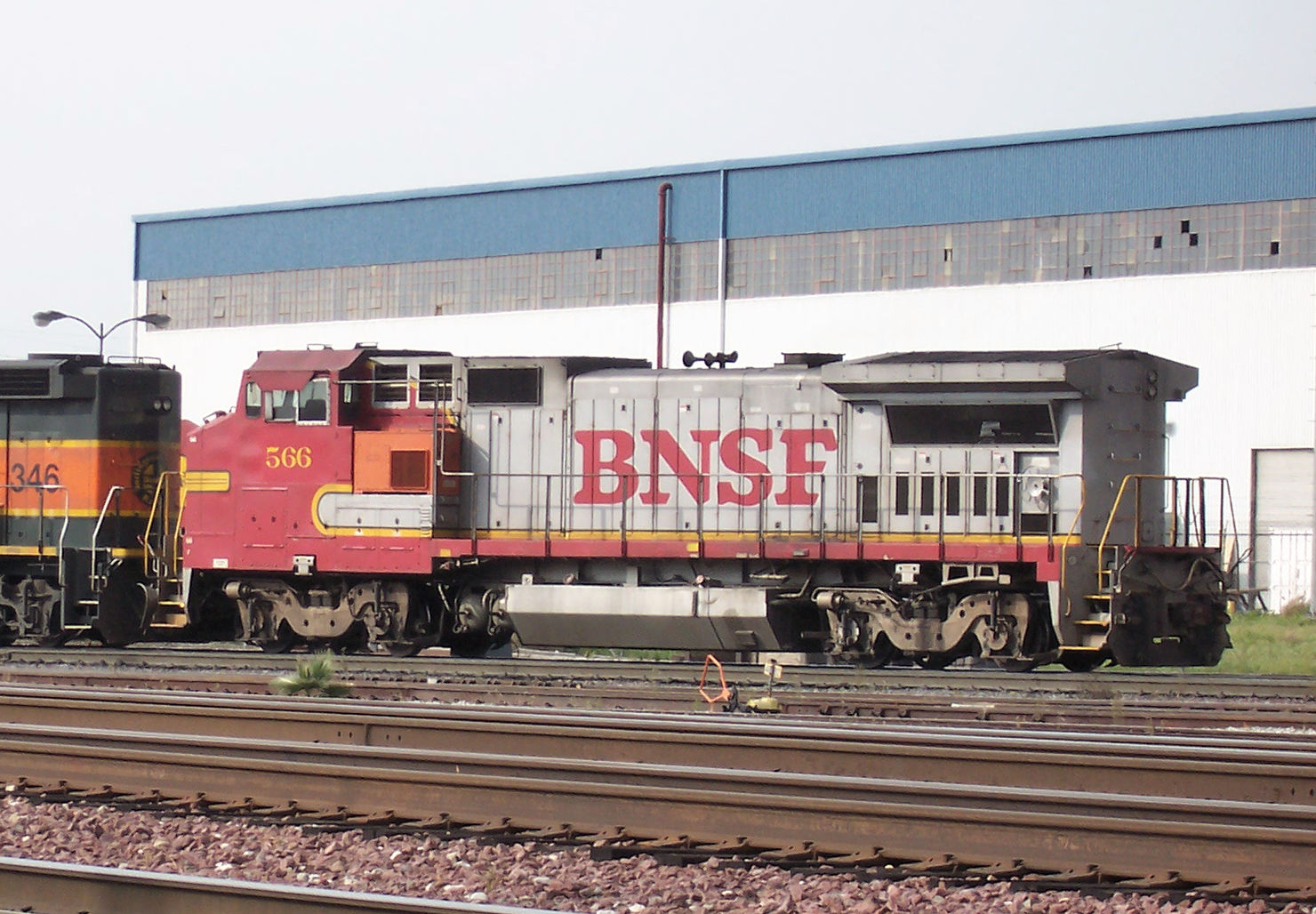
BNSF鉄道のB40-8BW。塗色は旧アッチソン・トピカ・アンド・サンタフェ鉄道のスキーム。

Dash 8-40BW（B40-8W）は1990年代にATSF向けに84両が製造された（うち1両はB39-8Eから改造されたGEのデモ車）。運転室が幅広タイプとなっており、ショート・フードが車体幅いっぱいに広がっている。Bユニットも製造されたが、運転室の有無を問わず車両価格は変わらなかったため、ATSFは運転室付きを製造することとした。

## 6動軸
特記以外の諸元は下記のとおり。
- 車軸配置：C-C
- 機関：GE 7FDL-16型 V型16気筒ディーゼルエンジン
- 最大速度：110km/h

### C36-8
C36-8（Dash 8-36B）は、1982年に1両製造されたDash 8の試作機である。
- 出力：3600馬力

### C32-8

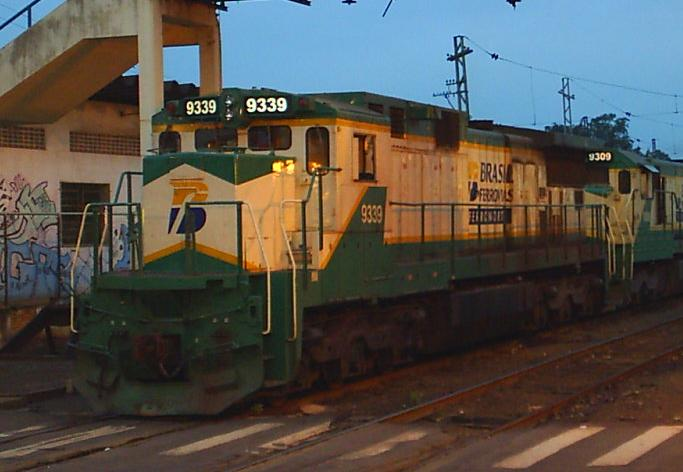
コンレールからブラジル鉄道に譲渡されたC32-8。

C32-8（Dash 8-32C）は、Dash 8シリーズ初の量産形式である。1984年から10両が製造され、すべてコンレールに収められた。当初はコンレールの塗色スキームに則り、青い車体とされたが、1997年からは全車バラスト・エクスプレスと呼ばれる砂利輸送列車専用機関車となり、塗色はグレーベースのものに変更された。
- 出力：3200馬力
- 機関：GE 7FDL-12型 V型12気筒ディーゼルエンジン
- 最大牽引力：467キロニュートン
- 最大速度：110km/h

### C39-8

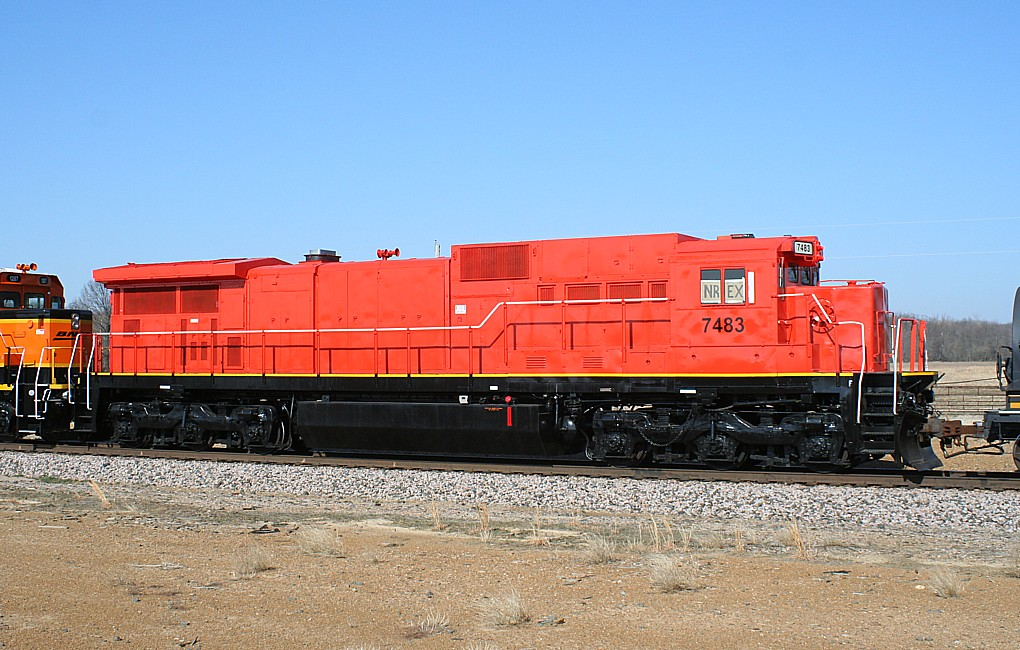
ナショナル・レールウェイ・イクイップメントのC39-8。

C39-8（Dash 8-39C）は、1984年から1987年にかけて161両が製造された。使用したのはコンレールが22両、ノーフォーク・サザン鉄道（NS）が114両である。ギヤ比は83:20、動輪径は40インチ（1メートル）である。NSには車体外観が後述のC40-8と同じものが別に25両あり、C39-8Eと分類されることがある。
- 出力：3900馬力
- 最大牽引力：483kN（時速17.4km/h時）

### Dash 8-40C

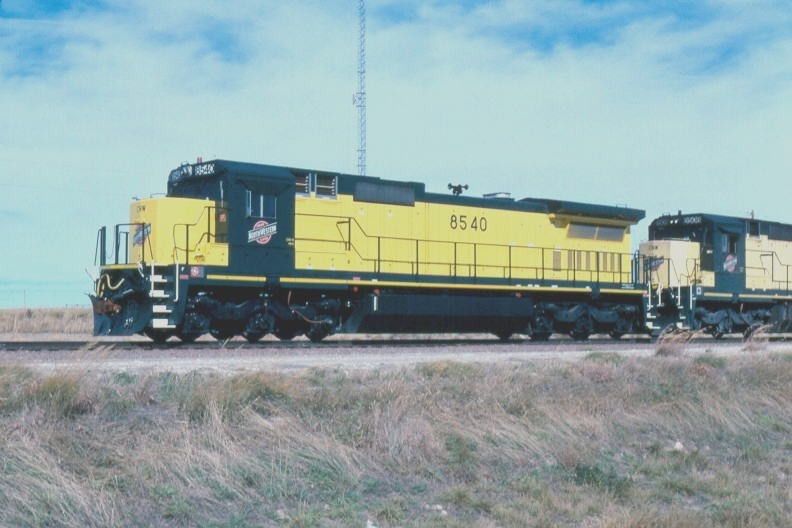
シカゴ・アンド・ノースウェスタン鉄道のC40-8。

Dash 8-40C（C40-8）は1987年から581両が製造された。Dash 8シリーズを代表する形式であり、単にDash 8とも、旧来の呼称に倣ってC40-8とも呼ばれる。シカゴ・アンド・ノースウェスタン鉄道（CNW）が77両、コンレールが25両、CSXが147両、NSが75両、UPが247両、ブラジルのエストラーダ・デ・フェロ・カラハスが4両所有した。
- 出力：4000馬力

### Dash 8-40CW

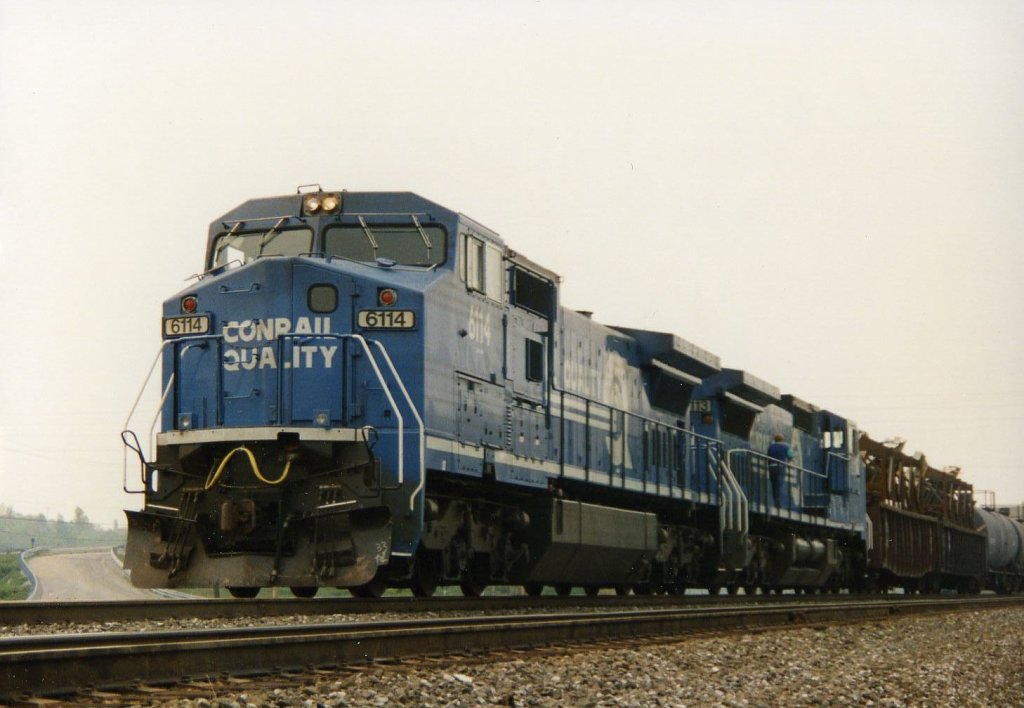
コンレールの#6114。

Dash 8-40CW（C40-8W）は1990年から1994年にかけて756両が製造された。C40-8との違いは、セーフティ・ワイド・キャブ（ノーズを強化して衝突時の乗務員の安全を図った運転室）を装備していることである。全車UPに収められた。1994年以降の増備はDash 9-44CWに引き継がれた。
他のGEの機関車同様、本形式も長年にわたる製造機関の途中で改良が施され、後年に増備されたコンレール用の車両は冷却系をターボチャージャーのインタークーラー冷却用とエンジン冷却用とに分割した。また1993年と1994年にコンレールに収められた車両はインテグレーテッド・ファンクション・ディスプレイ（IFD）と呼ばれる液晶モニタ装置を搭載しており、フラッシング・リア・エンド・デバイスからの情報など、それまでアナログのメーターで表示していたものがそこに表示されるようになっている。ギヤ比は83:20。
- 出力：4000馬力
- 最大牽引力：483kN（17.4km／h時）
- 最大速度：110km/h
- 全長：21.5m
- 全高：4.7m
- 全幅：3.1m

### Dash 8-40CM
C40-8M（Dash 8-40CM）はカナダの鉄道向けの車両で、全車カウル・ユニットとして84両が製造された。納入先はBCレールに26両、カナディアン・ナショナル鉄道に55両、ケベック・ノース・ショア・アンド・ラブラドール鉄道に3両である。Dash 8-40Mとも呼ばれる。
- 出力：4000馬力

### Dash 8-41C
C41-8（Dash 8-41C）は、シカゴ・アンド・ノース・ウェスタン鉄道（C&NW）に収められたC40-8の最後の3両の出力が4,135馬力に向上されたものである。のちにそれ以前に収められていた32両も同様の改造を受け、それらはC42-8として使用されていた。1995年にC&NWがUPに合併されると、それらはC41-8とされた。特徴として、ショート・フード前面に握り棒があり、運転室横にC41-8と描かれている。
- 出力：4135馬力

### Dash 8-41CW
Dash 8-41CW（C41-8W）は、Dash 8-40Cの出力を最大4,135馬力まで向上させ、セーフティ・ワイド・キャブを搭載したもので、1993年と1994年に154両がUPとATSF用に製造された。また、Dash 8-40CWを改造し、出力を向上させて本形式とされたものも存在する。車軸配置B-Bのものが存在しないため、しばしばCが脱落してDash 8-41Wとも呼ばれる。
- 出力：4135馬力

### Dash 8-44CW
Dash 8-44CW（C44-8W）は1993年から1994年に53両が製造された。最初の3両はDash 8-40CWの台枠・車体に出力を強化したエンジンを搭載していたが、のちにDash 9シリーズの台枠や部品を使って製造された。そのため、前車は全長21.5メートル、後者は22.3メートルである。全車CSXトランスポーテーションに収められた。
- 出力：4400馬力